# المختار ولد عيدة
وهو المختار ولد سيدي أحمد ولد عثمان ولد لفظيل ولد شنان ثامن امراء أوالاد يحي بن عثمان المعروف بالنانْ, نازع أخاه غير الشقيق أحمدالعيدة الإمارة واستعان بشيعة من الجعفرية خصوصاولاد عمني وأولادآكشار فوقعت بينهم أيام منها يوم تيديرز وقد جرح أحمد العيدة في هذه اليوم و ماتت فرسه، بعدها هرب النانْ ومن معه إلى الترارزة ليعود سنة 1855 م مع أميرها محمدلحبيب في صولته على أهل آدرار التي تكبد فيها أهل آدرار خسائر فادحة بسبب معرفة النان بمسالك المنطقة.
تولى النان الأمارة لمدة ثلاثة سنوات من 1869م إلى 1871م بعد وفاة الأمير محمد ولد احمد العيدة وهو الابن الثالث الذي تولى الإمارة بعد أخيه أحمد.